# Kibungan
Kibungan is een gemeente in de Filipijnse provincie Benguet op het eiland Luzon. Bij de laatste census in 2007 had de gemeente bijna 16 duizend inwoners.

## Geografie

### Bestuurlijke indeling
Kibungan is onderverdeeld in de volgende 7 barangays:
- Badeo
- Lubo
- Madaymen
- Palina
- Poblacion
- Sagpat
- Tacadang

## Demografie
Kibungan had bij de census van 2007 een inwoneraantal van 15.700 mensen. Dit zijn 664 mensen (4,4%) meer dan bij de vorige census van 2000. De gemiddelde jaarlijkse groei komt daarmee uit op 0,60%, hetgeen lager is dan het landelijk jaarlijks gemiddelde over deze periode (2,04%). Vergeleken met de census van 1995 is het aantal mensen met 1.552 (11,0%) toegenomen.

De bevolkingsdichtheid van Kibungan was ten tijde van de laatste census, met 15.700 inwoners op 255 km², 61,6 mensen per km².